# Nowy Łupków
Nowy Łupków [ˈnɔvɨ ˈwupkuf] (tiếng Ukraina: Новий Лупків, Novyi Lupkiv) là một ngôi làng thuộc khu vực hành chính của Gmina Komańcza, thuộc Sanok County, Subcarpathian Voivodeship, ở khu vực Đông Nam Ba Lan, gần biên giới với Slovakia. Nó cách Komańcza 11 kilômét (7 mi) vè phía nam, cách Sanok, 34 km (21 mi) về phía nam và cách thủ phủ khu vực Rzeszów 87 km (54 mi) về phía nam. Ngôi làng có dân số là 390 người.
Ngôi làng nổi lên khi nhà ga đường sắt địa phương được xây dựng vào năm 1872, dọc theo tuyến đường từ Zagórz đến Slovakia - Hungary (Đường sắt Hungary-Galicia đầu tiên, Erste Ungarisch-Galizische Eisenbahn). Lúc đầu, cư dân của nó chủ yếu làm việc trong các khu vực đường sắt. Hiện tại, đây là ga đường sắt cực nam ở Ba Lan và là cửa khẩu biên giới đường sắt với Slovakia. Vào năm 1890-1898, ngôi làng cũng được liên kết với tuyến Đường sắt Rừng Bieszczadzka khổ hẹp.
Một thuộc địa hình sự đã được xây dựng tại đây sau Chiến tranh thế giới thứ hai, trong đó một số đại diện của Solidarność đã bị cầm tù trong thời kỳ thiết quân luật ở Ba Lan năm 1981 và 1982.